# 絵師草紙

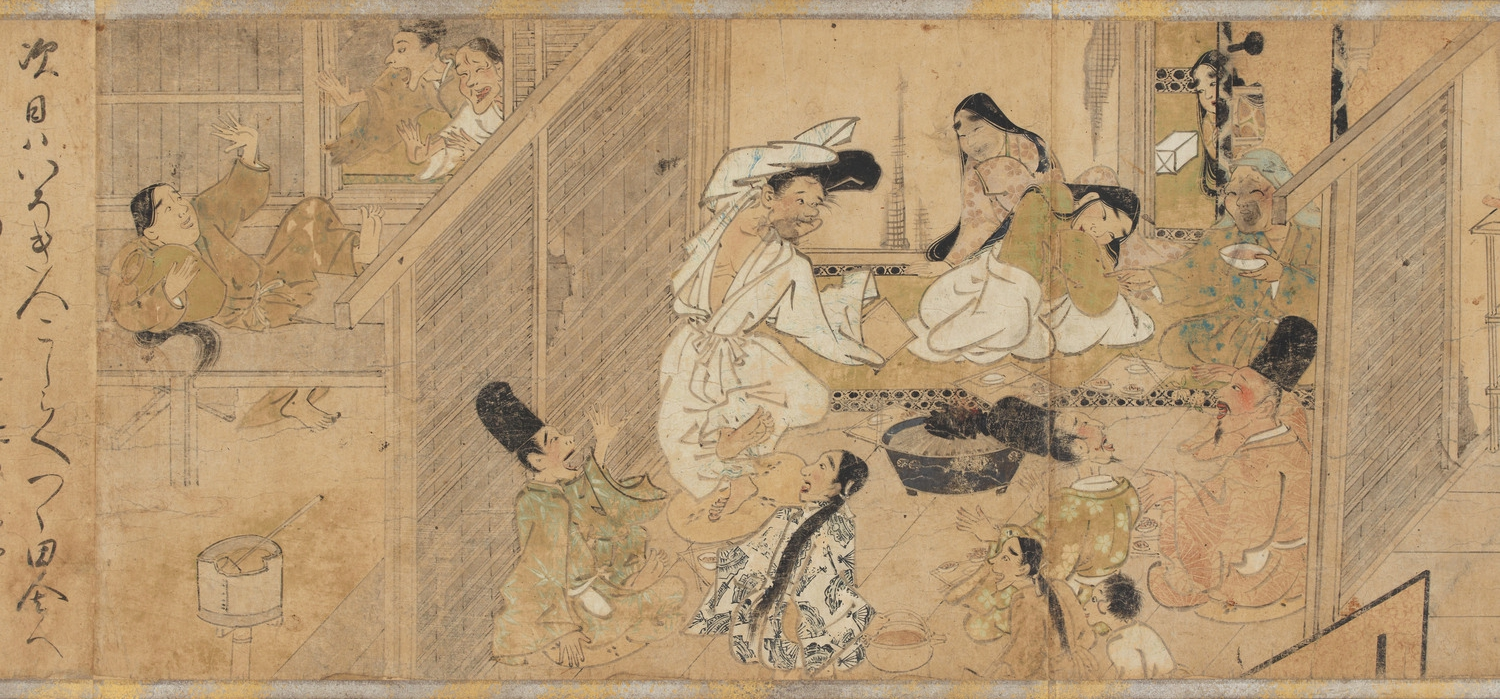
絵師の家族と親類縁者たちが酒宴で大喜びする様子（『絵師草紙』第一段の後半部分）

絵師草紙（えしのそうし）は、ある宮廷絵師の所領をめぐる悲喜劇を主題とした鎌倉時代末期（14世紀前半）の絵巻物。重要文化財（令和7年度指定予定）。三の丸尚蔵館所蔵。

## 概要
『絵師草紙』は、三河権守（みかわごんのかみ）という下級の宮廷絵師が朝廷より賜った伊予国（現・愛媛県）の所領をめぐる事件を描いた絵巻である。なお、伊予に与えられた土地とは、桑村郡得能保（西条市丹原町徳能）と考えられている。本作は、主人公である絵師が身の上に起きた事件を証言するために描いたという体裁をとる。当時の絵師が所領をめぐって争うことは珍しくなかったようである。前代や同時代の絵巻の多くが物語や説話集を出典とするのに対して、本作は絵師の身の上話を描く点でユニークな作例といえる。
作者は、鎌倉時代前期から中期にかけての廷臣であり、歌人、絵の名手でもあった藤原信実と伝わるが、制作時期はそこまで遡れないと考えられている。複数の人物たちを室内空間に配して、伸びやかで抑揚のある筆線によって豊かな表情や動きを描く表現力から、実力のある絵師の作と推察される。高岸輝は、こうした表現は12世紀後半に宮廷絵師常盤光長の周辺で描かれた絵画様式を継ぐものであり、本作は14世紀前半に高階隆兼の周辺で光長様式が再生された時期に成立したとする。
絵巻の伝来については、江戸時代後期の古筆鑑定家古筆了伴が所持していたことが記録に残っている。了伴が弘化年間頃に徳川家慶に献上して以降、明治維新の争乱で行方不明になっていた時期を経て、明治16年（1883年）に再発見されるまで徳川家が所有していた。明治20年（1887年）10月31日に明治天皇が徳川家へ行幸の折に皇室へ献上となり、現在は三の丸尚蔵館所蔵。明治天皇はとくにこの絵巻を好んで、手元に置いていたという。

## 内容
1巻仕立てで、詞書と絵を交互に配した3段構成から成る。詞書は文脈や異なる紙が継がれていることからみて冒頭部分が欠落。絵は詞書にある物語の途中まで残り、後半は欠落している。

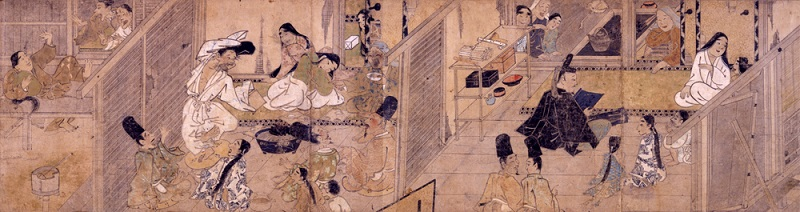
第一段

詞書における筋書きは、次の通り。宮廷絵師の三河権守（みかわのごんのかみ）は、朝廷より伊予国の知行地を賜った。その吉報に一家は喜び、親類縁者や弟子たちを集めて祝宴を催した。しかし、それも一朝の夢。使者を現地に派遣すると、年貢はすでに他人に取り立てられており、あてにしていた収入が得られないことが判明する。絵師は、仕事の関係で付き合いのあった寺を通じて上奏を行った。その結果、知行地の返還は受け入れられたものの、代わりとなる土地は得られなかった。むなしく貧困に窮した絵師は、息子を出家させ、自らも仏道にすがって後世を祈ったという。最後に事の次第を自ら絵にして窮状を訴えることにし、出来上がったのがこの絵巻であることを記して結ばれる。
絵は、第1段で前半に束帯姿の絵師が綸旨の内容を家族に披露して知行地を得たことを伝える場面が、後半では酒宴で無礼講の大騒ぎをする様子が描かれる。第2段では現地へ派遣した使者から報告を受けて実情を知り、悲嘆にくれる様子、第3段では事情を訴えて土地の交換を要望する様子が描かれる。